# Albertsons Stadium
L'Albertsons Stadium, anciennement Bronco Stadium, est un stade de football américain situé à Boise dans l'Idaho. Les Broncos ont pour particularité d'évoluer sur un terrain de couleur bleu.